# Nazionale maschile di hockey su ghiaccio della Svezia
La nazionale di hockey su ghiaccio maschile della Svezia (Sveriges herrlandslag i ishockey) è una delle nazionali di maggior successo al mondo. Nel ranking mondiale IIHF è stata al primo posto nel 2006 e 2007, mentre è scesa al terzo dal 2008 al 2011, al quarto nel 2012, per poi issarsi nuovamente al primo posto nel 2013 e nel 2014. La squadra è controllata dalla Svenska Ishockeyförbundet, la federazione svedese di hockey su ghiaccio. Per la particolare maglia che riporta le tre corone riprese dallo stemma nazionale, la squadra ha, dal 1938, il soprannome di Tre Kronor (appunto, Tre Corone).
Il più grande dei suoi numerosi successi la squadra scandinava lo ha raggiunto nel 2006 quando - per la prima volta nella storia di questo sport - si è laureata nello stesso anno campione olimpico e mondiale. Tra il 1986 e il 2006 soltanto quattro volte la Svezia non è salita sul podio mondiale (due quarti posti, 1989 e 2005, un sesto nel 1996 e un settimo nel 2000), conquistando 5 ori, 7 argenti e 4 bronzi. Nel 2007, ai mondiali in Russia è nuovamente scesa dal podio, perdendo la finale per il bronzo con i padroni di casa. Nel 2013 è invece tornata al successo, vincendo il mondiale disputato in casa propria.

## Storia
L'hockey arriva in Svezia nel 1920. Alle Olimpiadi di quell'anno ad Anversa l'hockey su ghiaccio era presente come disciplina dimostrativa. Il torneo di hockey si svolse nel mese di aprile e la Svezia presentò una squadra di bandy che si cimentava nel nuovo sport. La prima partita fu una vittoria per 8-0 contro il Belgio, ed alla fine la squadra raggiunse il quarto posto.
Nel 1928 a St. Moritz la Svezia vinse la medaglia d'argento ed al campionato del mondo 1931 fu la prima squadra a togliere punti ai maestri canadesi con un pareggio a reti inviolate.
Dopo il 1950 vinse per tre volte i campionati mondiali, ma le vittorie furono macchiate dall'assenza di diverse squadre favorite. Nel 1953 a causa di una scandalosa rissa gli Stati Uniti ed il Canada non poterono prendere parte ai mondiali in Svizzera. Inoltre la squadra cecoslovacca lasciò anzitempo il torneo dopo la morte di Klement Gottwald. Anche nel 1957 le nazionali nordamericane erano assenti: nel 1962 mancavano all'appello la nazionale dell'Unione Sovietica e la Cecoslovacchia. Durante questo campionato, che si tenne nel Colorado, la Svezia sconfisse per la prima volta il Canada (5:3).
Nel 1963, durante i mondiali in Svezia, la squadra di casa batté l'Unione sovietica per 2 a 1, ma questa vinse il campionato per la migliore differenza reti. A partire dal 1976 anche i professionisti della NHL poterono partecipare ai campionati del mondo della Lega internazionale di hockey su ghiaccio. Dato che molti atleti svedesi abbandonarono il paese per giocare nella NHL, il livello della nazionale si abbassò. Ciononostante, negli anni seguenti furono vinte parecchie medaglie d'argento e di bronzo nel corso dei tornei internazionali.
Dopo che la Svezia vinse a sorpresa i mondiali a Vienna nel 1987, tornò nell'élite mondiale. In seguito vinse i mondiali del 1991 (in Finlandia) e del 1992 (in Cecoslovacchia). Nelle Olimpiadi del 1994 a Lillehammer sconfisse in finale il Canada ai rigori.
Nel 2006, la Svezia divenne la prima nazionale a vincere nello stesso anno le Olimpiadi ed il Campionato del mondo gruppo A. Nel 2013 ha vinto, per la nona volta, il mondiale, disputato in Svezia e Finlandia, battendo, in finale, la Svizzera per 5-1; era dal 1986 che una nazione ospitante non vinceva il torneo.

## Risultati

### Campionati europei
| Edizione | Sede                           | Piazzamento |        |
| -------- | ------------------------------ | ----------- | ------ |
| 1910     | Montreux                       | n/d         |        |
| 1911     | Berlino                        | n/d         |        |
| 1912     | Praga                          | n/d         |        |
| 1913     | Monaco di Baviera              | n/d         |        |
| 1914     | Berlino                        | n/d         |        |
| 1921     | Stoccolma                      | 1º posto    | roster |
| 1922     | Sankt Moritz                   | 2º posto    | roster |
| 1923     | Anversa                        | 1º posto    | roster |
| 1924     | Milano                         | 2º posto    | roster |
| 1925     | Štrbské Pleso e Starý Smokovec | n/d         |        |
| 1925     | Davos                          | n/d         |        |
| 1927     | Vienna                         | n/d         |        |
| 1929     | Budapest                       | n/d         |        |
| 1932     | Berlino                        | 1º posto    | roster |

### Campionati del mondo
| Edizione | Sede                                         | Piazzamento                                               |        |
| -------- | -------------------------------------------- | --------------------------------------------------------- | ------ |
| 1920     | Anversa (Olimpiadi invernali)                | 4º posto                                                  | roster |
| 1924     | Chamonix (Olimpiadi invernali)               | 4º posto                                                  | roster |
| 1928     | Sankt Moritz (Olimpiadi invernali)           | 2º posto                                                  | roster |
| 1930     |                                              | n/d                                                       |        |
| 1931     | Krynica                                      | 6º posto                                                  | roster |
| 1932     |                                              | n/d                                                       |        |
| 1933     |                                              | n/d                                                       |        |
| 1934     |                                              | n/d                                                       |        |
| 1935     | Davos                                        | 5º posto                                                  | roster |
| 1936     | Garmisch-Partenkirchen (Olimpiadi invernali) | 5º posto                                                  | roster |
| 1937     | Londra                                       | 10º posto                                                 | roster |
| 1938     | Praga                                        | 5º posto                                                  | roster |
| 1939     |                                              | n/d                                                       |        |
| 1947     | Praga                                        | 2º posto                                                  | roster |
| 1948     | Sankt Moritz (Olimpiadi invernali)           | 4º posto                                                  | roster |
| 1949     | Stoccolma                                    | 4º posto                                                  | roster |
| 1950     | Londra                                       | 5º posto                                                  | roster |
| 1951     | Parigi                                       | 2º posto                                                  | roster |
| 1952     | Oslo (Olimpiadi invernali)                   | 3º posto                                                  | roster |
| 1953     | Zurigo e Basilea                             | 1º posto                                                  | roster |
| 1954     | Stoccolma                                    | 3º posto                                                  | roster |
| 1955     | Colonia, Düsseldorf, Krefeld e Dortmund      |                                                           | roster |
| 1956     | Cortina d'Ampezzo (Olimpiadi invernali)      | 4º posto                                                  | roster |
| 1957     | Mosca                                        | 1º posto                                                  | roster |
| 1958     | Oslo                                         | 3º posto                                                  | roster |
| 1959     | Cecoslovacchia                               | 5º posto                                                  | roster |
| 1960     | Squaw Valley (Olimpiadi invernali)           | 5º posto                                                  | roster |
| 1961     | Ginevra e Losanna                            | 4º posto                                                  | roster |
| 1962     | Colorado Springs e Denver                    | 1º posto                                                  | roster |
| 1963     | Stoccolma                                    | 2º posto                                                  | roster |
| 1964     | Innsbruck (Olimpiadi invernali)              | 2º posto                                                  | roster |
| 1965     | Tampere                                      | 3º posto                                                  | roster |
| 1966     | Lubiana                                      | 4º posto                                                  | roster |
| 1967     | Vienna                                       | 2º posto                                                  | roster |
| 1968     | Grenoble (Olimpiadi invernali)               | 4º posto                                                  | roster |
| 1969     | Stoccolma                                    | 2º posto                                                  | roster |
| 1970     | Stoccolma                                    | 2º posto                                                  | roster |
| 1971     | Ginevra e Berna                              | 3º posto                                                  | roster |
| 1972     | Praga                                        | 3º posto                                                  | roster |
| 1973     | Mosca                                        | 2º posto                                                  | roster |
| 1974     | Helsinki                                     | 3º posto                                                  | roster |
| 1975     | Monaco e Düsseldorf                          | 3º posto                                                  | roster |
| 1976     | Katowice                                     | 3º posto                                                  | roster |
| 1977     | Vienna                                       | 2º posto                                                  | roster |
| 1978     | Praga                                        | 4º posto                                                  | roster |
| 1979     | Mosca                                        | 3º posto                                                  | roster |
| 1981     | Göteborg                                     | 2º posto                                                  | roster |
| 1982     | Helsinki e Tampere                           | 4º posto                                                  | roster |
| 1983     | Dortmund, Düsseldorf e Monaco di Baviera     | 4º posto                                                  | roster |
| 1985     | Praga                                        | 6º posto                                                  | roster |
| 1986     | Mosca                                        | 2º posto                                                  | roster |
| 1987     | Vienna                                       | 1º posto                                                  | roster |
| 1989     | Stoccolma e Södertälje                       | 4º posto                                                  | roster |
| 1990     | Berna e Friburgo                             | 2º posto                                                  | roster |
| 1991     | Turku, Tampere e Helsinki                    | 1º posto                                                  | roster |
| 1992     | Praga e Bratislava                           | 1º posto                                                  | roster |
| 1993     | Monaco di Baviera e Dortmund                 | 2º posto                                                  | roster |
| 1994     | Bolzano, Canazei e Milano                    | 3º posto                                                  | roster |
| 1995     | Stoccolma e Gävle                            | 2º posto                                                  | roster |
| 1996     | Vienna                                       | 6º posto                                                  | roster |
| 1997     | Helsinki, Tampere e Turku                    | 2º posto                                                  | roster |
| 1998     | Zurigo e Basilea                             | 1º posto                                                  | roster |
| 1999     | Oslo, Hamar e Lillehammer                    | 3º posto                                                  | roster |
| 2000     | San Pietroburgo                              | 7º posto                                                  | roster |
| 2001     | Colonia, Norimberga e Hannover               | 3º posto                                                  | roster |
| 2002     | Göteborg, Jönköping e Karlstad               | 3º posto                                                  | roster |
| 2003     | Helsinki, Tampere e Turku                    | 2º posto                                                  | roster |
| 2004     | Praga e Ostrava                              | 2º posto                                                  | roster |
| 2005     | Vienna e Innsbruck                           | 4º posto                                                  | roster |
| 2006     | Riga                                         | 1º posto                                                  | roster |
| 2007     | Mosca e Mytišči                              | 4º posto                                                  | roster |
| 2008     | Québec e Halifax                             | 4º posto                                                  | roster |
| 2009     | Berna e Kloten                               | 3º posto                                                  | roster |
| 2010     | Colonia, Mannheim e Gelsenkirchen            | 3º posto                                                  | roster |
| 2011     | Bratislava e Košice                          | 2º posto                                                  | roster |
| 2012     | Helsinki e Stoccolma                         | 6º posto                                                  | roster |
| 2013     | Stoccolma e Helsinki                         | 1º posto                                                  | roster |
| 2014     | Minsk                                        | 3º posto                                                  | roster |
| 2015     | Praga e Ostrava                              | 5º posto                                                  | roster |
| 2016     | Mosca e San Pietroburgo                      | 6º posto                                                  | roster |
| 2017     | Colonia e Parigi                             | 1º posto                                                  | roster |
| 2018     | Copenaghen e Herning                         | 1º posto                                                  | roster |
| 2019     | Bratislava e Košice                          | 5º posto                                                  | roster |
| 2020     |                                              | Competizioni annullate a causa della pandemia di COVID-19 |        |
| 2021     | Riga                                         | 9º posto                                                  | roster |

### Olimpiadi
| Edizione | Sede                   | Piazzamento |        |
| -------- | ---------------------- | ----------- | ------ |
| 1920     | Anversa                | 4º posto    | roster |
| 1924     | Chamonix               | 4º posto    | roster |
| 1928     | Sankt Moritz           | 2º posto    | roster |
| 1932     | Lake Placid            | n/d         |        |
| 1936     | Garmisch-Partenkirchen | 5º posto    | roster |
| 1948     | Sankt Moritz           | 4º posto    | roster |
| 1952     | Oslo                   | 3º posto    | roster |
| 1956     | Cortina d'Ampezzo      | 4º posto    | roster |
| 1960     | Squaw Valley           | 5º posto    | roster |
| 1964     | Innsbruck              | 2º posto    | roster |
| 1968     | Grenoble               | 4º posto    | roster |
| 1972     | Sapporo                | 4º posto    | roster |
| 1976     | Innsbruck              | n/d         |        |
| 1980     | Lake Placid            | 3º posto    | roster |
| 1984     | Sarajevo               | 3º posto    | roster |
| 1988     | Calgary                | 3º posto    | roster |
| 1992     | Albertville            | 5º posto    | roster |
| 1994     | Lillehammer            | 1º posto    | roster |
| 1998     | Nagano                 | 5º posto    | roster |
| 2002     | Salt Lake City         | 5º posto    | roster |
| 2006     | Torino                 | 1º posto    | roster |
| 2010     | Vancouver              | 5º posto    | roster |
| 2014     | Soči                   | 2º posto    | roster |
| 2018     | Pyeongchang            | 5º posto    | roster |

### Canada Cup e World Cup of Hockey
| Anno | Competizione        | Sede                                                                                               | Piazzamento |        |
| ---- | ------------------- | -------------------------------------------------------------------------------------------------- | ----------- | ------ |
| 1976 | Canada Cup          | Ottawa, Toronto, Montréal Filadelfia                                                               | 4º posto    | roster |
| 1981 | Canada Cup          | Edmonton, Winnipeg, Montréal e Ottawa                                                              | 5º posto    | roster |
| 1984 | Canada Cup          | Halifax, Montréal, London, Edmonton, Vancouver, Calgary Buffalo                                    | 2º posto    | roster |
| 1987 | Canada Cup          | Calgary, Hamilton, Regina, Sydney, Montréal Hartford                                               | 3º posto    | roster |
| 1991 | Canada Cup          | Toronto, Hamilton, Saskatoon, Montréal, Québec Pittsburgh, Detroit e Chicago                       | 3º posto    | roster |
| 1996 | World Cup of Hockey | Vancouver, Ottawa e Montréal New York e Filadelfia Stoccolma Helsinki Garmisch-Partenkirchen Praga | 3º posto    | roster |
| 2004 | World Cup of Hockey | Toronto e Montréal Saint Paul Stoccolma Helsinki Colonia Praga                                     | 5º posto    | roster |
| 2016 | World Cup of Hockey | Toronto                                                                                            | 3º posto    | roster |